# Professional Tour Golf
Professional Tour Golf est un jeu vidéo de simulation de golf créé par Henry Richbourg et publié par Strategic Simulations en 1983 sur Apple II et Commodore 64. Le jeu permet jusqu’à quatre joueurs de s’affronter, ou à un joueur d’affronter l’ordinateur. Chaque joueur y incarne un golfeur, choisi parmi une liste de vingt golfeurs professionnels, comme Arnold Palmer ou Craig Stadler. Deux parcours de 18 trous sont disponibles : le premier est une représentation de celui de Pebble Beach et le second est composé des trous parmi les plus difficiles et les plus inhabituels de parcours comme celui d’Augusta National, de Merion et d’Oakmont. Les 18 trous d’un parcours sont affichés un par un en vue du dessus. Pour chaque coup, le joueur peut sélectionner le club à utiliser, doser la force du swing et contrôle sa direction à l’aide du clavier. Le jeu prend en compte de nombreux paramètres dont le vent, les bois, les plans d’eau et les bunkers de sable. À sa sortie, il est plutôt bien accueilli par la presse spécialisée. Le magazine Softalk le décrit ainsi comme une simulation « bien pensée » et juge qu’il offre une « excellente présentation » de ce sport. Les journalistes Roy Wagner et Russell Side, du magazine Computer Gaming World, jugent également qu’il s’agit d’une « excellente simulation de golf », aussi bien en termes de réalisme que de ce qu’il peut apprendre au joueur dans le domaine du « vrai » golf.

## Système de jeu
Professional Tour Golf est une simulation de golf qui permet à jusqu’à quatre joueurs de s’affronter, ou à un joueur d’affronter l’ordinateur. Les joueurs y incarnent des golfeurs, qu’ils peuvent choisir parmi les vingt golfeurs professionnels proposés dans le jeu, comme Arnold Palmer ou Craig Stadler. Ils peuvent également créer jusqu’à quarante golfeurs personnalisés, dont ils peuvent définir les caractéristiques, qui sont ensuite sauvegarder sur le disque dur. Leurs statistiques peuvent ensuite être mises à jour afin d’affiner leur niveau après quelques parcours ou pour simuler l’évolution de leurs aptitudes. Les caractéristiques des golfeurs sont entrées dans le jeu par l’intermédiaire d’un programme utilitaire qui permet notamment de définir le handicap et la distance à laquelle le golfeur peut propulser la balle avec les différents types de club. Ces données sont ensuite utilisées par le programme pour générés les caractéristiques détaillé du golfeur, dont le joueur peut ensuite définir le nom. 
Deux parcours de 18 trous sont disponibles dans le jeu original. Le premier est une représentation de celui de Pebble Beach et le second est composé des trous parmi les plus difficiles et les plus inhabituels de parcours comme celui d’Augusta National, de Merion et d’Oakmont,. Les 18 trous d’un parcours sont affichés un par un en vue du dessus. Le joueur peut ainsi visualiser la position de la zone de départ, le fairway et le green ainsi que les obstacles comme les arbres, l’eau ou les bunkers. A l’écran est également affiché l’échelle de la carte afin que le joueur puisse se rendre compte des distances. Les joueurs jouent chacun à leur tour, dans un ordre respectant les règles du golf. Au tour du joueur, le programme affiche les initiales de son personnage à l’écran ainsi que la distance qui le sépare du trou. Le joueur peut alors sélectionner le club qu’il souhaite utiliser, un écran d’aide lui permettant de visualiser ses statistiques avec chaque type de club. En fonction de sa position, il peut également sélectionner le type de coup qu’il souhaite réaliser avant de définir la direction du tir, en entrant une valeur entre 0 et 360° à l’aide du clavier,. Il est pour cela aider par l’ordinateur qui lui suggère une valeur, qui n’est pas forcement optimale. Il peut enfin décider d’appliquer un effet à son coup, cinq options étant proposées dans ce domaine. Une fois le coup exécuté, le joueur visualise la trajectoire de la balle à l’écran, qui est calculé par l’ordinateur en fonction du coup réalisé mais aussi de la force du vent,. Lorsque la balle arrive finalement sur le green, l’affichage passe d’une vue générale à une vue représentant uniquement ce dernier. Le joueur peut alors choisir entre trois types de putter puis réaliser son coup comme précédemment. A la fin de chaque trou, le programme affiche un écran des scores qui détail notamment le score de chaque joueur et leur par. Le joueur peut alors sauvegarder la partie, ou passer directement au trou suivant

## Accueil
À sa sortie, il est plutôt bien accueilli par la presse spécialisée. Le magazine Softalk le décrit ainsi comme une simulation « bien pensée » et juge qu’il offre une « excellente présentation » de ce sport. Les journalistes Roy Wagner et Russell Side, du magazine Computer Gaming World, jugent également qu’il s’agit d’une « excellente simulation de golf », aussi bien en termes de réalisme que de ce qu’il peut apprendre au joueur dans le domaine du « vrai » golf.